# شمعي المنقار الأسود الذيل
شمعي المنقار الأسود الذيل (الاسم العلمي: Estrilda perreini) (بالإنجليزية: Black-tailed Waxbill)‏ هو نوع من الطيور يتبع جنس شمعي المنقار من فصيلة شمعية المنقار.